# Bruno Rossetti

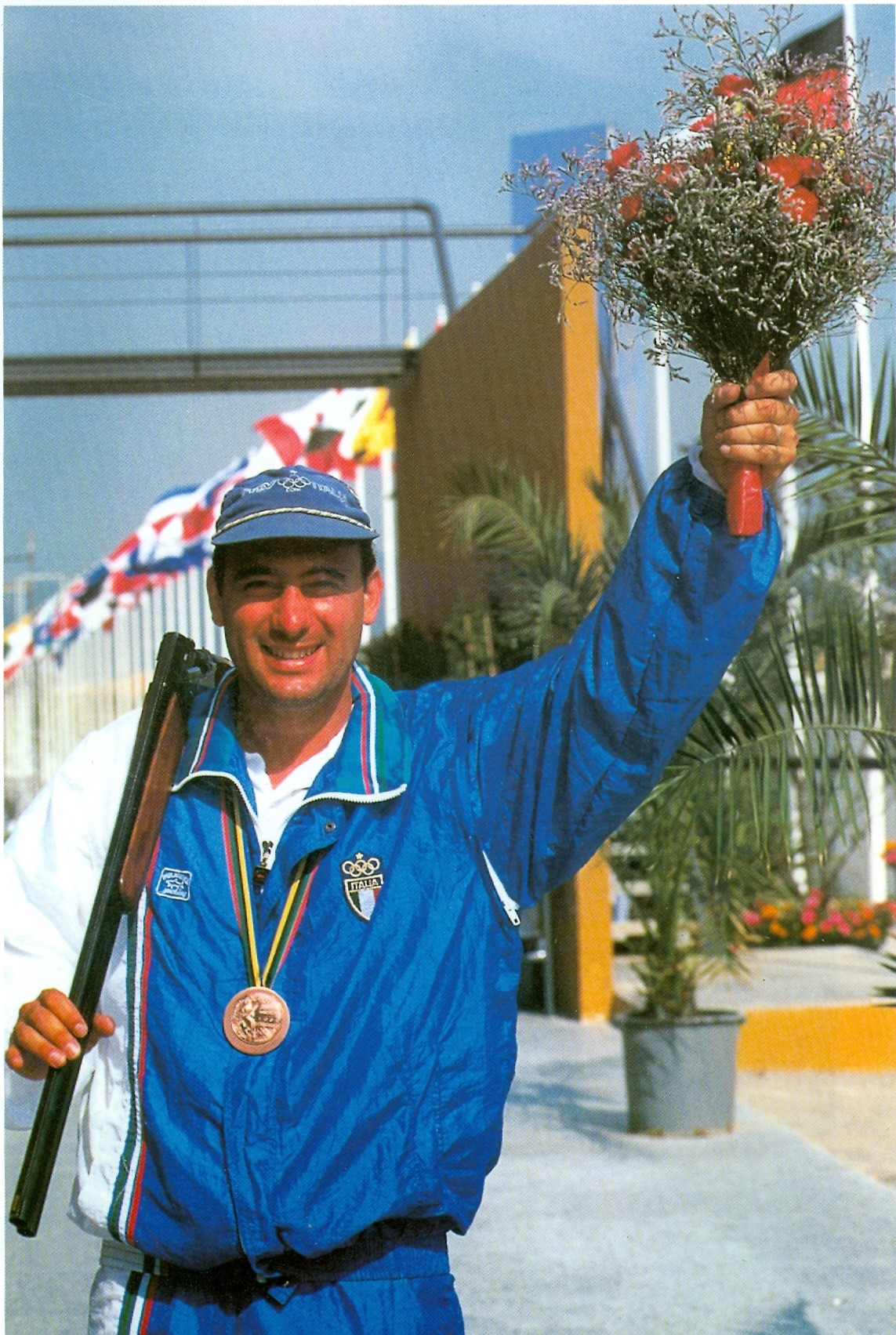
Bruno Rossetti

Bruno Mario Rossetti (* 9. Oktober 1960 in Troyes, Frankreich; † 9. Februar 2018 in Montecatini Terme, Italien) war ein bis 1985 französischer Sportschütze in der Disziplin Skeet, ab 1989 trat er für Italien an. 1992 gewann er eine olympische Bronzemedaille.

## Sportliche Laufbahn
Bruno Rossetti war 1977 Junioren-Europameister im Skeet. 1979 gewann er seinen ersten Europameistertitel. 1980 war er Vizeeuropameister, 1981 Fünfter der Europameisterschaften und Dritter der Weltmeisterschaften. 1982 siegte er zum zweiten Mal bei den Europameisterschaften und war Sechster der Weltmeisterschaften. 1983 erhielt er bei den Weltmeisterschaften in Edmonton die Silbermedaille hinter Matthew Dryke aus den Vereinigten Staaten. 1985 belegte er noch einmal den fünften Platz bei den Europameisterschaften.
Ab 1989 startete Rossetti für Italien. Er siegte in Zagreb bei den Europameisterschaften; bei den Weltmeisterschaften in Montecatini Terme belegte er den zweiten Platz hinter Claudio Giovannangelo, die italienische Mannschaft mit Andrea Benelli, Giovannangelo und Rossetti gewann den Mannschaftswettbewerb. 1990 siegte verteidigte Rossetti in Uddevalla seinen Europameistertitel. 1991 siegte Rossetti bei den Weltmeisterschaften in Perth in der Einzelwertung, die Mannschaft gewann Silber hinter der Mannschaft aus der Tschechoslowakei. Bei den Olympischen Spielen 1992 in Barcelona erreichte Rossetti als einziger Italiener das Skeet-Finale. Dort siegte die Chinesin Zhang Shan, dahinter erreichten drei Schützen mit 198 Treffern in der Qualifikation und 24 Treffern im Finale das Shootout. Im Shootout gewann der Peruaner Juan Jorge Giha Silber vor Bruno Rossetti und dem Rumänen Ioan Toman.
1994 in Fagnano Olona gewann Rossetti seinen zweiten Einzeltitel bei Weltmeisterschaften, die italienische Mannschaft mit Rossetti, Benelli und Ennio Falco gewann den Mannschaftswettbewerb, nachdem sie in der gleichen Aufstellung bereits bei den Europameisterschaften gesiegt hatte. 1995 belegte Rossetti sowohl bei den Europa- als auch bei den Weltmeisterschaften den elften Platz in der Einzelwertung, die italienische Mannschaft siegte bei den Europameisterschaften und gewann Silber bei den Weltmeisterschaften. Zum Abschluss seiner Karriere belegte Bruno Rossetti den 20. Platz bei den Olympischen Spielen 1996 in Atlanta.
Sein Sohn Gabriele gewann 2016 die olympische Goldmedaille im Skeet.